# Margit Fossaas
Margit Fossaas (20 juli 1907) was een schaatsster uit Noorwegen. 

## Resultaten

### Wereldkampioenschappen
| Jaar | Jaar     | Plaats | Resultaten  | Resultaten                   |
| ---- | -------- | ------ | ----------- | ---------------------------- |
| 1935 | Allround | Oslo   | 9e Allround | 8e 500 m 9e 1000 m 7e 1500 m |

### Noorse kampioenschappen
| Jaar | Allround         | Allround                     |
| ---- | ---------------- | ---------------------------- |
| 1932 | 7e               | 8e 500 m 6e 1000 m           |
| 1933 | -                | - 500 m 6e 1000 m - 1500 m   |
| 1934 | Niet deelgenomen | Niet deelgenomen             |
| 1935 | Niet deelgenomen | Niet deelgenomen             |
| 1936 | 4e               | 4e 500 m 4e 1000 m 6e 1500 m |

## Persoonlijke records
| Afstand    | Tijd    | Datum            | Baan      |
| ---------- | ------- | ---------------- | --------- |
| 500 meter  | 56,10   | 25 januari 1936  | Ringerike |
| 1000 meter | 2.00,80 | 26 februari 1935 | Oslo      |
| 1500 meter | 3.09,90 | 26 februari 1935 | Oslo      |